# Содовий хліб

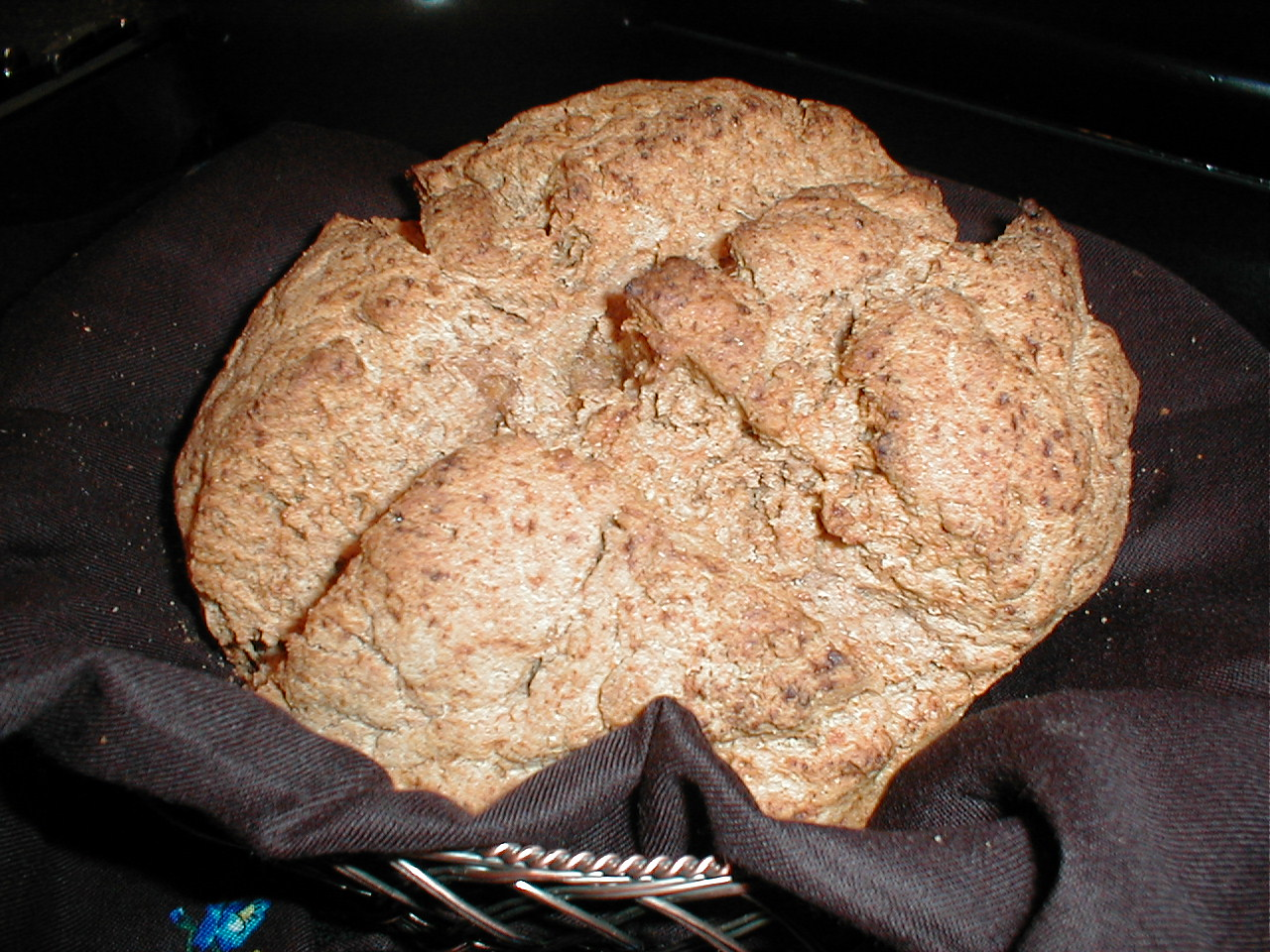
Ірландський содовий хліб

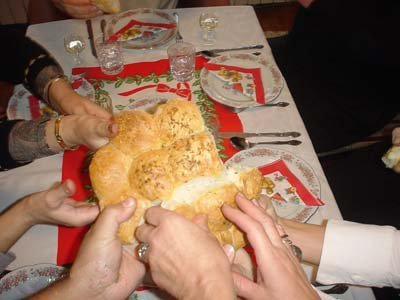
Чесніца

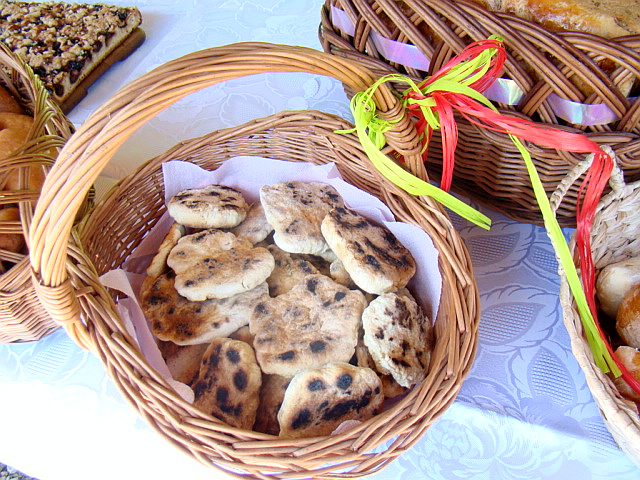
Польські прозяки

Содовий хліб (ірл. arán sóide, серб. чесница, пол. proziaki) — популярний у багатьох народів бездріжджовий хліб. Існує безліч рецептів приготування содового хліба зі всілякими інгредієнтами (родзинками, кмином, горіхами), але основними інгредієнтами є: борошно, сода і сколотини, саме молочна кислота, що міститься в сколотинах, вступаючи в реакцію з содою, робить цей хліб повітряним.

## В Ірландії
В Ірландії содовий хліб подається до повсякденної трапези. Печуть такий хліб з борошна грубого помелу або з білого борошна. Варіюються і його форми.

## На Балканах
Чесніца — центральна страва Різдвяного столу сербів. З цього хліба починається різдвяний обід. Святковий хліб прикрашають різними фігурками та візерунками з тіста, а також зеленими гілками. Чесніца є символом родючості і процвітання. Для приготування чесніци борошно беруть з першого або з останнього снопа жнив, воду для замісу раніше приносили з джерела або криниці до сходу сонця. При цьому, підходячи до джерела, вітали його і кидали в воду дрібні монети або зерна. При приготуванні святкового хліба, в тісто кладуть монетку або насіння (жито, боби, горіхи), а під час трапези дивляться, кому дістанеться шматочок такої чесніци — того, за народними повір'ями, чекає щастя у новому році.
У болгар аналогічний хліб для ворожінь називається кравать, у македонців і болгар — погача, піта, у греків — basilopitta . На півночі Греції на ритуальному хлібі хлібороби зображують плуг з биками, скотарі — овець. Цим хлібом господарі діляться з домашньою худобою.